# سيرلان (بابارشاني)
سیرلان (بالفارسية: سیرلان) هي قرية تقع في إيران في قسم بابارشاني الريفي. يقدر عدد سكانها بـ 64 نسمة بحسب إحصاء 2016.